# BakeSale
Bakesale é uma simples aplicação web voltada ao e-commerce, utilizando a arquitetura MVC proveniente do framework CakePHP. Entre os objetivos, inclui a simplicidade e a extensiabilidade. Para a parte do cliente, utiliza a biblioteca JQuery Javascript, tanto para os efeitos visuais quanto para o AJAX. Usando a facilidade de extensões, o desenvolvidor final pode simplesmente adicionar novas funcionalidades ao BakeSale. O tema padrão usa a semântica XHTML com um layout baseado em CSS.

## Principais Recursos
1. Gerenciamento das imagens de forma automática
2. Administração baseada na Web
3. 1 página para definição da compra
4. Métodos de entrega com adição de valores/taxas baseado em peso, preço ou quantidade dos produtos
5. Ilimitado número de produtos, fabricantes, categorias, sub-categorias, sub-produtos e imagens para os produtos
6. Procura de produtos
7. Não é necessário o registro dos compradores

## Recursos
- https://code.google.com/p/bakesale/